# Longileptoneta gutan
Espèce
Longileptoneta gutan est une espèce d'araignées aranéomorphes de la famille des Leptonetidae.

## Distribution
Cette espèce est endémique du Jiangxi en Chine,. Elle se rencontre dans le xian de Wuyuan à Gutan dans la grotte Lianhua.

## Description
Le mâle holotype mesure 1,40 mm et la femelle paratype 1,47 mm. Cette araignée est anophtalme.

## Étymologie
Son nom d'espèce lui a été donné en référence au lieu de sa découverte, Gutan.

## Publication originale
- Wang, Li & Zhu, 2020 : « Taxonomic notes on Leptonetidae (Arachnida, Araneae) from China, with descriptions of one new genus and eight new species. » Zoological Research, vol. 41, no 6, p. 684-704 (texte intégral).